# Philip Claeys
Pour les articles homonymes, voir Claeys.
Philip Claeys, né le 24 mai 1965 à Gand est homme politique belge flamand, membre de Vlaams Belang (VB).

## Carrière politique
- 1995-2003 : député flamand
- 2003-2014 : député européen

Par ailleurs, il a été assistant parlementaire de Mireille d'Ornano et secrétaire général du groupe Europe des nations et des libertés au Parlement européen.